# Ernst Delbanco

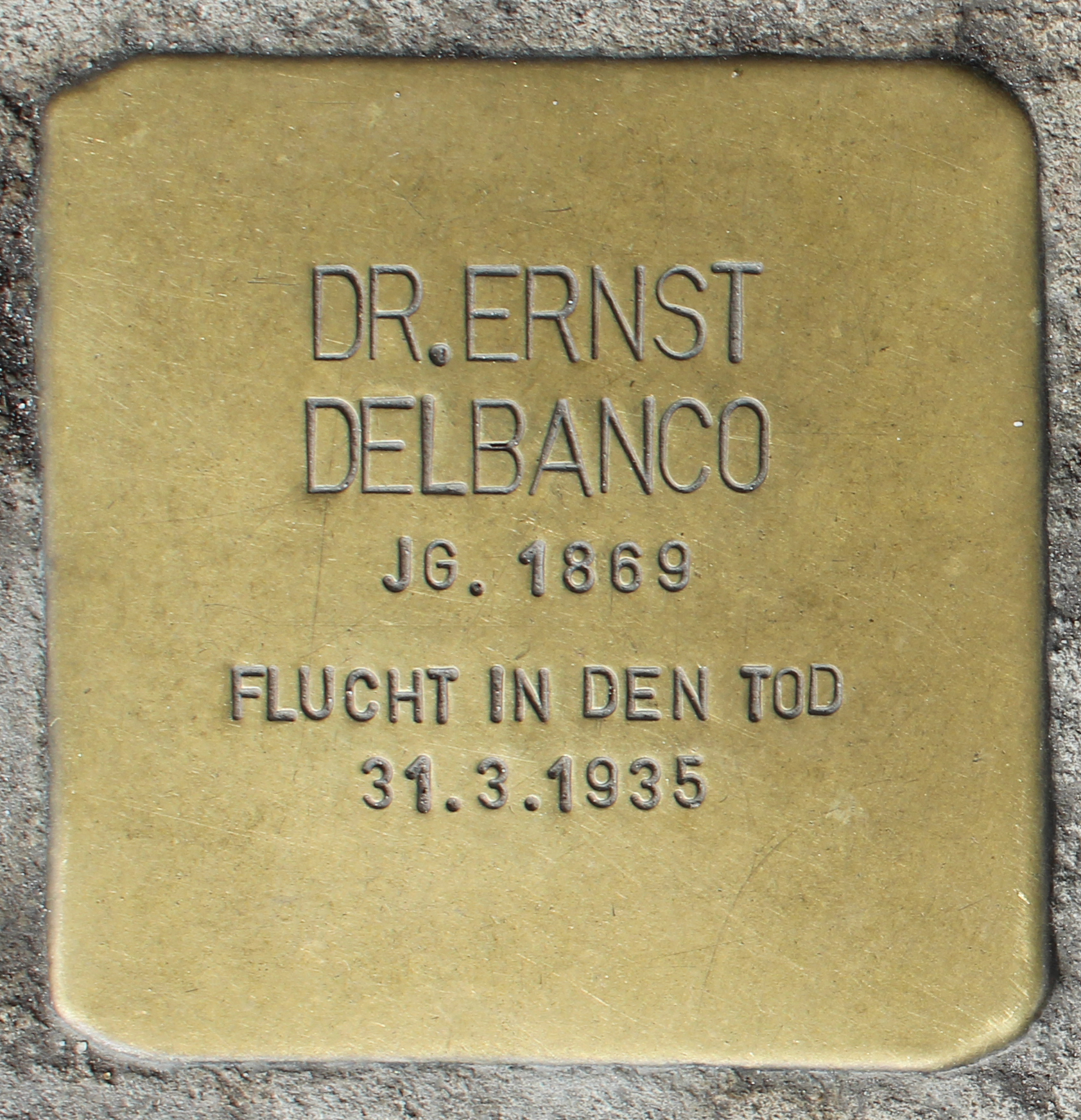
Stolperstein vor dem UKE in Hamburg-Eppendorf

Ernst Delbanco (* 21. Februar 1869 in Hamburg; † 31. März 1935 ebenda) war ein deutscher Dermatologe.

## Leben und Wirken als Mediziner

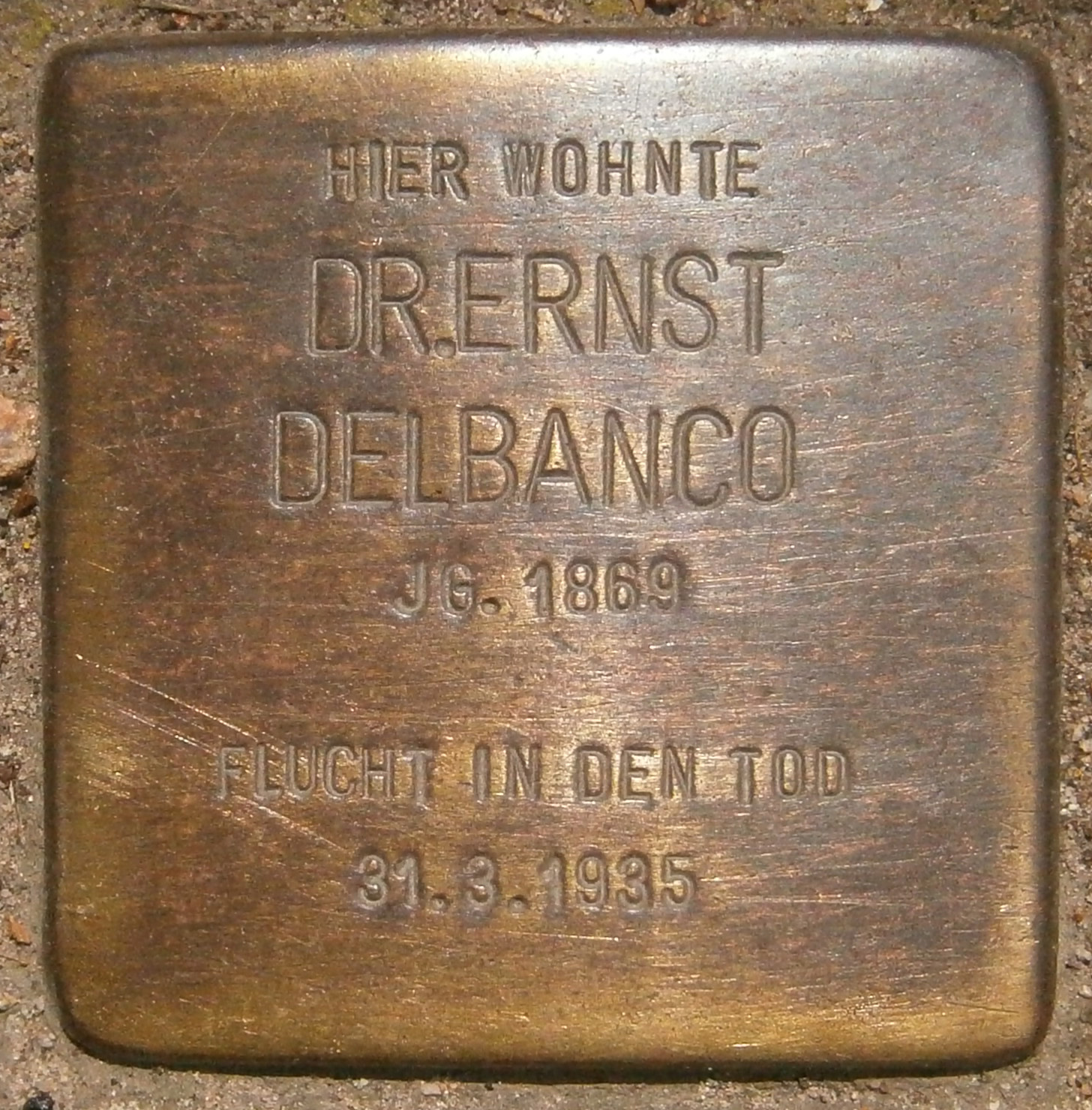
Stolperstein in Hamburg-Rotherbaum

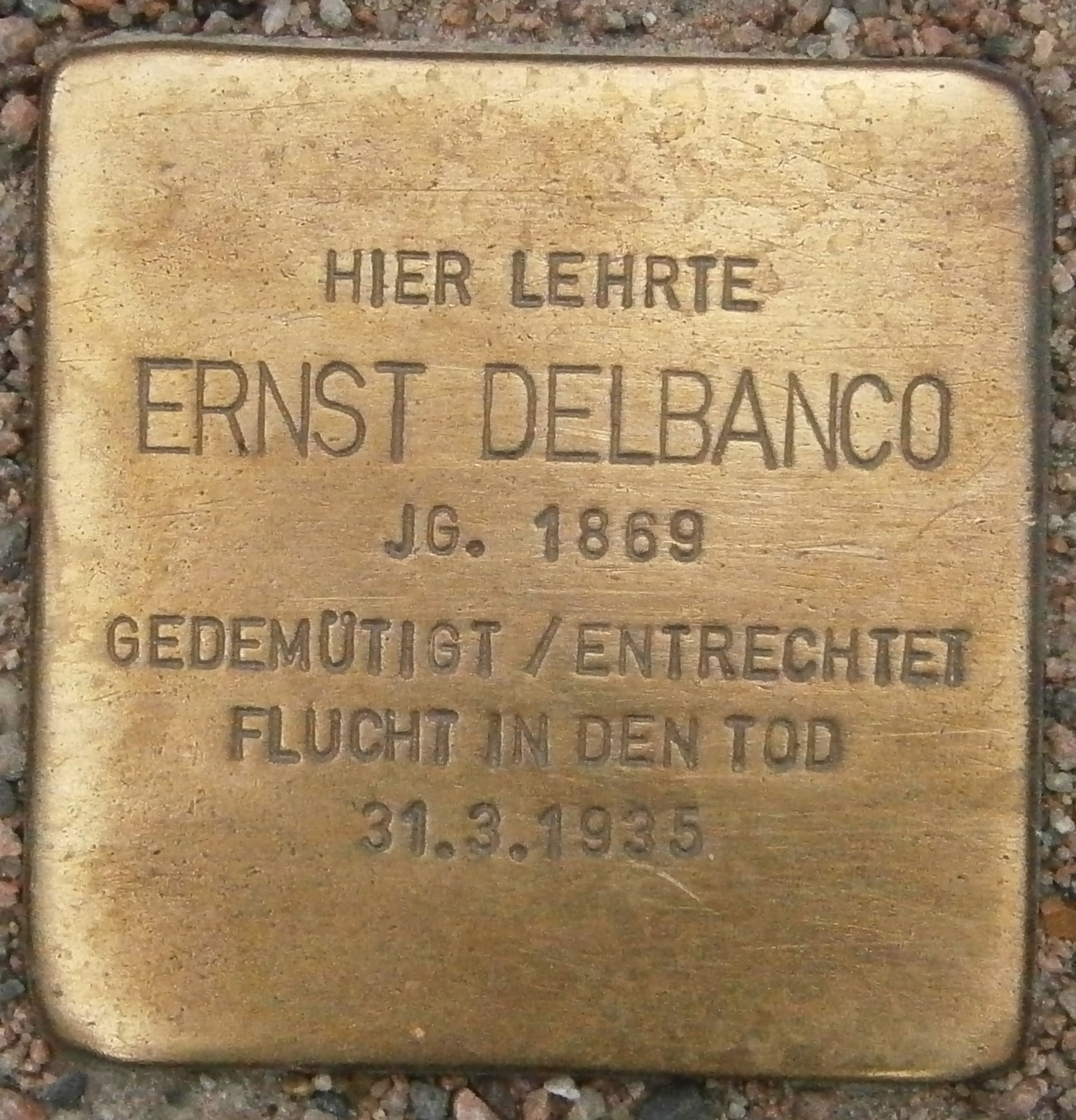
Stolperstein in der Hamburger Edmund-Siemers-Allee

Ernst Delbanco war ein Sohn des Großkaufmanns Gustav Delbanco (1832–1893) und dessen Frau Gitel (1837–1904). Er hatte zwei jüngere Brüder namens Ludwig (1870–1935) und Walter (1875–1907). Vorfahren der italienischstämmigen Familie sind seit 1794 im Hamburger Adressbuch zu finden. Delbanco besuchte die Gelehrtenschule des Johanneums, die er 1887 mit dem Abitur verließ. Danach studierte er Medizin an der Universität Freiburg im Breisgau, der Universität Straßburg und der Universität Berlin. Dort wurde er am 25. März 1892 promoviert. Am 30. Juni 1892 erhielt er die Approbation als Arzt. Zur Zeit der Hamburger Choleraepidemie von 1892 wirkte er aushilfsweise als Arzt am Allgemeinen Krankenhaus St. Georg und anschließend als Volontärarzt am Allgemeinen Krankenhaus Eppendorf. 1893 arbeitete er sechs Monate als Arzt auf einem Schiff, das ihn an die Westküste Südamerikas führte. Anschließend volontierte er im Hygienischen Institut in seiner Geburtsstadt Hamburg. Vom 16. Mai 1894 bis zum 1. Mai 1895 assistierte er dem Hafenarzt Bernhard Nocht. Ab dem 9. Mai 1895 arbeitete er am Pathologischen Institut der Universität Königsberg als Assistent von Ernst Neumann.
Im September 1897 kehrte Delbanco als Assistent des Dermatologen Paul Gerson Unna nach Hamburg zurück. Unna führte hier eine private „Heilanstalt für Hautkranke“, die er 1881 gegründet hatte. Delbanco ließ sich zum Facharzt ausbilden und arbeitete anschließend zwei Jahre als Assistenzarzt in der „Sonderabteilung für männliche Hautkranke“  am Israelitischen Krankenhaus. Ab dem 3. Juni 1898 praktizierte er als niedergelassener „Spezialarzt für Haut- und Sexualleiden“ in der Hamburger Altstadt. Ab 1909 leitete er gemeinsam mit Wilhelm Haas (1878–1944) eine Gemeinschaftspraxis in den Großen Bleichen Nr. 27.
Von 1901 bis 1911 gab er die Monatshefte für praktische Dermatologie mit heraus und redigierte von 1912 bis 1933 die Dermatologische Wochenschrift. Diese Beiträge machten ihn international bekannt. Darüber hinaus schrieb er Fachbeiträge für führende medizinische Handbücher. Während des Ersten Weltkriegs arbeitete Delbanco freiwillig als Kriegsarzt in Bulgarien. Von 1914 bis 1916 begleitete er Lazarettzüge, in denen er Geschlechtskrankheiten behandelte. Danach wirkte er als leitender Arzt am Alexanderhospital in Sofia. Für sein Engagement wurden ihm mehrere österreichische, bulgarische und türkische Auszeichnungen verliehen.
Am 20. Juli 1921 erhielt er einen Ruf als Honorarprofessor für Dermatologie der Universität Hamburg. Da er die Anstellung eines externen Mediziners unterstützen wollte, hatte er den Lehrstuhl der Hamburger Hautklinik nach einem Gespräch mit Bernhard Nocht zuvor abgelehnt. Ab dem 1. August 1929 leitete Delbanco als Oberarzt die Abteilung für Haut- und Geschlechtskrankheiten am AK Barmbek, die seinerzeit 580 Betten hatte. Anlässlich seines 60. Geburtstages erschienen Würdigungen in nahezu allen Hamburger Tageszeitungen.
Nach der Machtübernahme durch die Nationalsozialisten endete Delbancos wissenschaftliche und ärztliche Laufbahn. Da er jüdischen Glaubens war, galt er als „Nichtarier“. Aufgrund des Gesetzes zur Wiederherstellung des Berufsbeamtentums musste er am 22. Juli 1933 das AK Barmbek verlassen. Am 31. Juli desselben Jahres verlor er die Lehrbefugnis an der Universität und durfte ab 1933 auch nicht mehr an der Dermatologischen Wochenschrift mitarbeiten.
Ernst Delbanco beging Ende März 1935 mit Zyankali Selbstmord. Sein Grab ist dem Jüdischen Friedhof Ohlsdorf zu finden.
In Hamburg erinnern heute drei Stolpersteine an den ehemaligen Dermatologen.

## Arbeit in Politik und Verbänden
Seit 1903 beteiligte er sich an der Arbeit der Hamburger Ortsgruppe der Deutschen Gesellschaft zur Bekämpfung der Geschlechtskrankheiten (DGBG) und behandelte ab 1909 gesetzgeberische Fragestellungen für deren Fachkommission.
Von 1915 bis 1918 sowie von 1921 bis 1927 gehörte Delbanco dem Ausschuss des Deutschen Zentralkomitee zur Bekämpfung der Tuberkulose an. Von 1912 bis 1926 saß er im Vorstand und in Ausschüssen des DGBG. Er engagierte sich als zahlendes Mitglied im Verein für Lupusvorsorge, im Ärztlichen Verein Hamburg und in der Deutschen Pathologischen Gesellschaft. Für die Deputation für das Gefängniswesen behandelte er ehrenamtlich Fragestellungen des Strafvollzugs. Delbanco galt als Anhänger des Abolitionismus und gehörte dem Hamburger Zweigverein der internationalen Föderation (Verein zur Bekämpfung der Unsittlichkeit) an. Daher setzte er sich dafür ein, polizeiliche Kontrollen von Prostituierten abzuschaffen und Bordelle abzuschaffen. Letzteres trat 1921 in Kraft.
Als Mitglied der DDP versuchte Delbanco gemeinsam mit Andreas Knack, Sexualaufklärung zu intensivieren und die Wohnungssituation in Hamburger Arbeiterunterkünften zu verbessern. Gemeinsam mit dem Theologen Helmuth Schreiner forderte er 1925 in der Schrift Vor der Entscheidung, Bordelle per Reichsgesetz zu verbieten und Prostituierte zu kasernisieren. Das entsprechende „Reichsgesetz zur Bekämpfung der Geschlechtskrankheiten“ trat am 1. Oktober 1927 in Kraft.

## Ehrungen
Ernst Delbanco erhielt für seine wissenschaftlichen Leistungen mehrere Auszeichnungen. Die Wiener Dermatologische Gesellschaft ernannte ihn 1905 zum korrespondierenden Mitglied, 1923 und 1924 folgten ihr die Dänische und die Deutsche Dermatologische Gesellschaft. 1926 nahm ihn die Gesellschaft schwedischer Ärzte als Mitglied auf. Die Verologisch-Dermatologische Gesellschaft in Moskau nahm ihn 1928 als korrespondierendes Mitglied auf, die Italienische Gesellschaft für Dermatologie ernannte ihn im selben Jahr zum Ehrenmitglied.